# Arminho
O arminho (nome científico: Mustela erminea) é um carnívoro mustelídeo de pequeno porte pertencente ao grupo das doninhas (Mustela spp.). É nativo da Eurásia e das porções do norte da América do Norte. Por causa de sua ampla distribuição circumpolar, está listado como menos preocupante na Lista Vermelha da União Internacional para a Conservação da Natureza (UICN). Embora semelhantes, especialmente na ponta da cauda preta, não deve ser confundido com a Neogale frenata. Há 42 subespécies de arminho, classificadas de acordo com a distribuição geográfica. Introduzido no final do século XIX na Nova Zelândia para controlar coelhos, o arminho teve efeito devastador nas populações de aves nativas. Consta em sexagésimo na lista das 100 das espécies exóticas invasoras mais daninhas do mundo da União Internacional para a Conservação da Natureza (UICN)

## Etimologia
Arminho deriva do latim armenĭu-, da expressão armenĭus mus, "rato da Armênia". A palavra raiz ao termo em inglês para arminho, stout, é provavelmente a palavra holandesa stout ("audaz") ou a palavra gótica 𐍃𐍄𐌰𐌿𐍄𐌰𐌽 (stautan, "empurrar"). De acordo com John Guillim, em seu Display of Heraldrie, a palavra é provavelmente derivada da Armênia, a nação onde se pensava que a espécie se originou, embora outros autores a tenham vinculado ao francês normando pelo teutônico harmin (hearma anglo-saxão). Isso parece vir da palavra lituana šarmu. Na Irlanda, o arminho é chamado de weasel, enquanto na América do Norte é chamado de doninha-de-cauda-curta. Um arminho macho é chamado de dog, hob ou jack, enquanto uma fêmea é chamada de jill. O substantivo coletivo para arminhos é gangue ou matilha.

## Taxonomia
Anteriormente considerada uma única espécie com faixa circumpolar muito ampla, um estudo de 2021 dividiu M. erminea em 3 espécies: M. erminea sensu stricto (Eurásia e norte da América do Norte), M. richardsonii (a maior parte da América do Norte) e M. haidarum (várias ilhas ao largo da costa noroeste do Pacífico).

## Evolução
O ancestral direto do arminho foi Mustela palerminea, um carnívoro comum na Europa central e oriental durante o Pleistoceno Médio, que se espalhou à América do Norte durante o final do Blancano ou início do Irvingtoniano. O arminho é o produto de um processo que começou há 5 a 7 milhões de anos, quando as florestas do norte foram substituídas por pastagens abertas, levando assim a uma evolução explosiva de pequenos roedores escavadores. Os ancestrais do arminho eram maiores do que a forma atual e sofreram redução de tamanho à medida que exploravam a nova fonte de alimento. O arminho surgiu pela primeira vez na Eurásia, logo após o furão, que está em um gênero diferente (Neogale), ter surgido como sua imagem espelhada na América do Norte há 2 milhões de anos. O arminho prosperou durante a Idade do Gelo, pois seu tamanho pequeno e corpo longo permitiam que operasse facilmente sob a neve, bem como caçasse em tocas. O arminho e o furão permaneceram separados até 500 mil anos atrás, quando a queda do nível do mar expôs a ponte terrestre de Beringue.
Análises filogenéticas combinadas indicam que os parentes vivos mais próximos do arminho são o arminho-americano (M. richardsonii) e o arminho-de-haida (M. haidarum), o último dos quais descende parcialmente de M. erminea. É basal à maioria dos outros membros de Mustela, com apenas  M. kathiah, M. nudipes e M. strigidorsa sendo mais basais. Mustela altaica era anteriormente considerada seu parente mais próximo, embora análises mais recentes tenham descoberto que é significativamente mais derivada. Também foi pensado anteriormente que era aliado de membros do gênero Neogale, como o furão, mas como essas espécies foram separadas em um novo gênero, esse provavelmente não é o caso.

## Alcance e população
O arminho tem um alcance circumboreal em toda a América do Norte, Europa e Ásia. O arminho na Europa é encontrado a sul até 41ºN em Portugal, e habita a maioria das ilhas, com exceção da Islândia, Esvalbarda, as ilhas do Mediterrâneo e algumas pequenas ilhas do Atlântico Norte. No Japão, está presente nas montanhas centrais (norte e central dos Alpes japoneses) até a parte norte de Honxu (principalmente acima de 1 200 metros) e Hocaido. Seu alcance vertical é do nível do mar a três mil metros. Na América do Norte, é encontrado em todo o Alasca e Iucão ocidental até a maior parte do Ártico canadense a leste da Groenlândia. Em todo o resto da América do Norte, bem como partes de Nunavute (incluindo a ilha de Baffin) e algumas ilhas no sudeste do Alasca, é substituído por M. richardsonii.

## Subespécies
A partir de 2021, 21 subespécies são reconhecidas.
| Subespécies        | Autoridade Trinomial            | Descrição | Variar | Sinônimos |
| ------------------ | ------------------------------- | --- | --- | --- |
| M. e. arminha      | Lineu, 1758                     | Subespécie de pequeno a médio porte com região facial relativamente curta e ampla | A Península de Cola, Escandinávia | * hyberna (Kerr, 1792) - maculata (Billberg, 1827) |
| M. e. aestiva      | Kerr, 1792                      | Subespécie de tamanho moderado com pelo de verão escuro, castanho ou castanho | Rússia Europeia (exceto à Península de Cola), Central e Europa Ocidental                                                                                     | * algiricus (Thomas, 1895) - alpestris (Burg, 1920) - giganteus (Burg, 1920) - major (Nilsson, 1820)                                                                                          |
| M. e. arctica      | Merriam, 1826                   | Grande subespécie, com casaco de verão marrom-amarelado escuro, um ventre amarelo profundo e um crânio maciço; assemelha-se mais à subespécie de arminho da Eurásia do que qualquer outra subespécie de arminho-americano  | Alasca, noroeste de Canadá e o arquipélago do Ártico (exceto à ilha de Baffin)                                                                               | * audax (Barrett-Hamilton, 1904) - kadiacensis (Merriam, 1896) - kadiacensis (Osgood, 1901) - richardsonii (Bonaparte, 1838)                                                                  |
| M. e. augustidens  | Marrom, 1908                    | | | |
| 'M. e. ferghanae   | Thomas, 1895                    | Pequena subespécie; tem pelagem muito clara, castanho-palha ou acinzentada, curta e macia. Manchas claras, às vezes formando um colar, estão presentes no pescoço. Não fica branco no inverno.                             | O sistema montanhoso Tião Chão e Pamir-Alai, Afeganistão, Índia, ocidental Tibete e as partes adjacentes do Tião Chão na China                               | * shnitnikovi (Ognev, 1935) - whiteheadi (Wroughton, 1908) |
| M. e. hibernica    | Thomas e Barrett-Hamilton, 1895 | Maior que aestiva, mas menor que stabilis. Distingue-se pelo padrão irregular na linha divisória entre o pelo escuro e pálido nos flancos, embora 13,5% dos arminhos irlandeses exibam a linha divisória reta mais típica. | Irlanda e a Ilha de Man | |
| M. e. kadiacense   | Merriam, 1896                   | | Ilha Kodiak | |
| M. e. kanei        | Baird, 1857                     | Subespécie de tamanho moderado. É menor que M. e. tobolica, com grandes semelhanças com M. e. arctica. A cor da pelagem de verão é relativamente clara, com intensidades variadas de tons amarelo-escuros.                 | Leste da Sibéria e Extremo Oriente Russo, incluindo Camecháteca, exceto o oblast de Amur e krai do Litoral, Transbaicália e montes Saian. Também em Hocaido. | * baturini (Ognev, 1929) - digna (Salão, 1944) - kamtschatica (Dybowski, 1922) - kanei (G. Allen, 1914) - naumovi (Jurgenson, 1938) - orientalis (Ognev, 1928) - transbaikalica (Ognev, 1928) |
| M. e. karaginensis | Jurgenson, 1936                 | Subespécie muito pequena com casaco de verão castanho claro | Ilha Karaginski, ao longo da costa leste de Camecháteca | |
| Mustela e. lymani  | Hollister, 1912                 | Subespécie de tamanho moderado com pelo menos denso que M. e. tobolica. A cor de sua pelagem de verão consiste em tons marrom-avermelhados fracamente desenvolvidos. O crânio é semelhante ao de M. e. aestiva.            | As montanhas do sul da Sibéria a leste de Baical e as partes contíguas da Mongólia                                                                           | |
| M. e. martinoi     | Ellerman e Morrison-Scott, 1951 | | | * birulai (Martino e Martino, 1930) |
| M. e. minima       | Cavazza, 1912                   | | Suíça | |
| M. e. mongolica    | Ognev, 1928                     | | A província de Govi-Altai | |
| M. e. nippon       | Cabreira, 1913                  | | Norte de Honxu | |
| M. e. ognevi       | Jurgenson, 1932                 | | | |
| M. e. polaris      | Barrett-Hamilton, 1904          | | Groenlândia | |
| M. e. ricinae      | Miller, 1907                    | | As Hébridas | |
| M. e. salva        | Hall, 1944                      | | | |
| M. e. estabiliza   | Barrett-Hamilton, 1904          | Maior que os arminhos da Europa continental | Grã-Bretanha; introduzido na Nova Zelândia | |
| M. e. teberdina    | Korneev, 1941                   | Pequena subespécie com pelagem de verão café a avermelhada | A encosta norte da parte central da cordilheira principal do Cáucaso                                                                                         | * balkarica (Basiev, 1962) |
| M. e. tobolica     | Ognev, 1923                     | Grande subespécie; é um pouco maior que aestiva, com pelo longo e denso. | Sibéria Ocidental, a leste ao Ienissei e montes Altai e no Cazaquistão                                                                                       | |

## Descrição

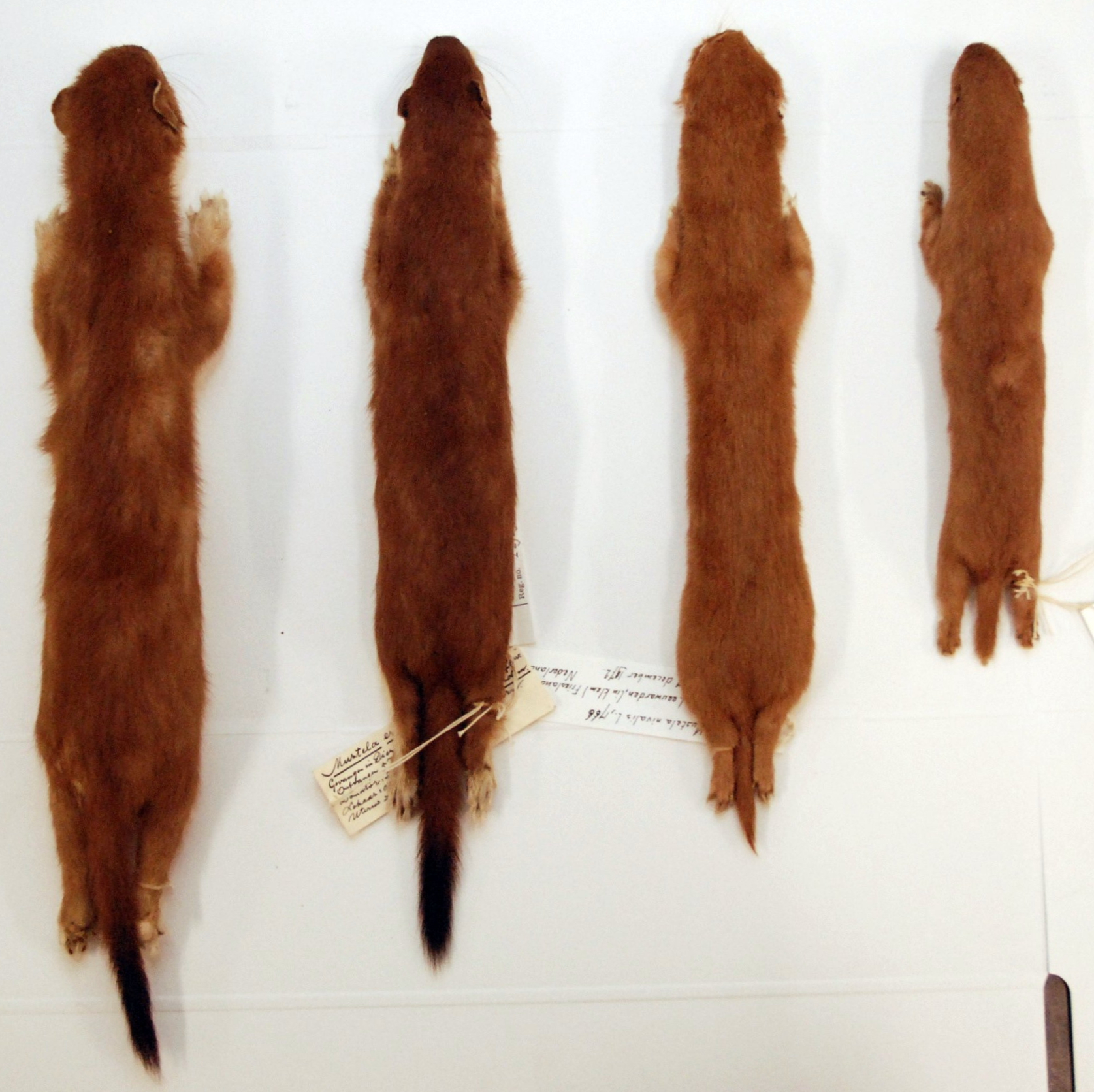
Peles de arminho (esquerda) e doninha-anã (direita) - observar o tamanho maior do arminho e a ponta da cauda preta

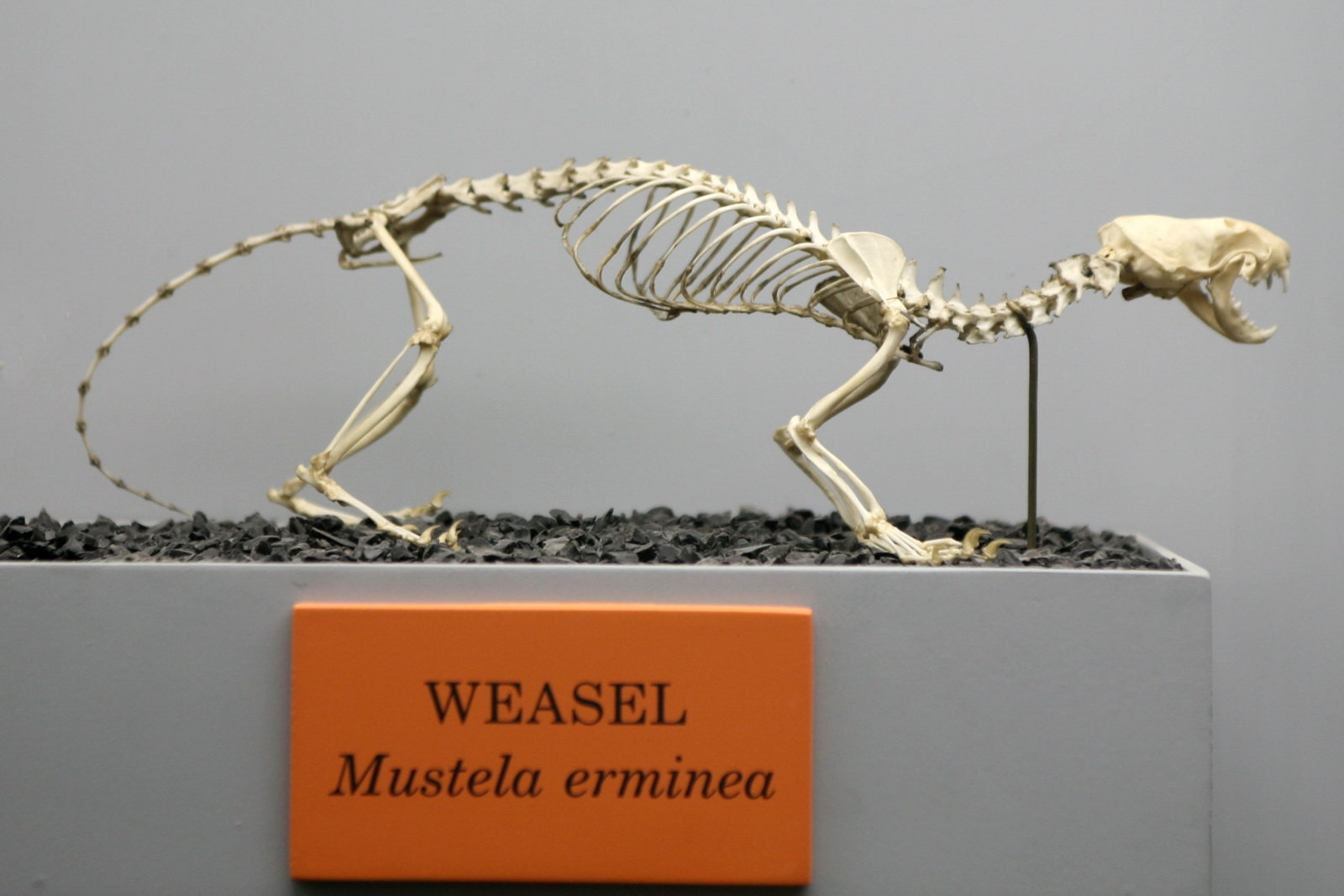
Esqueleto

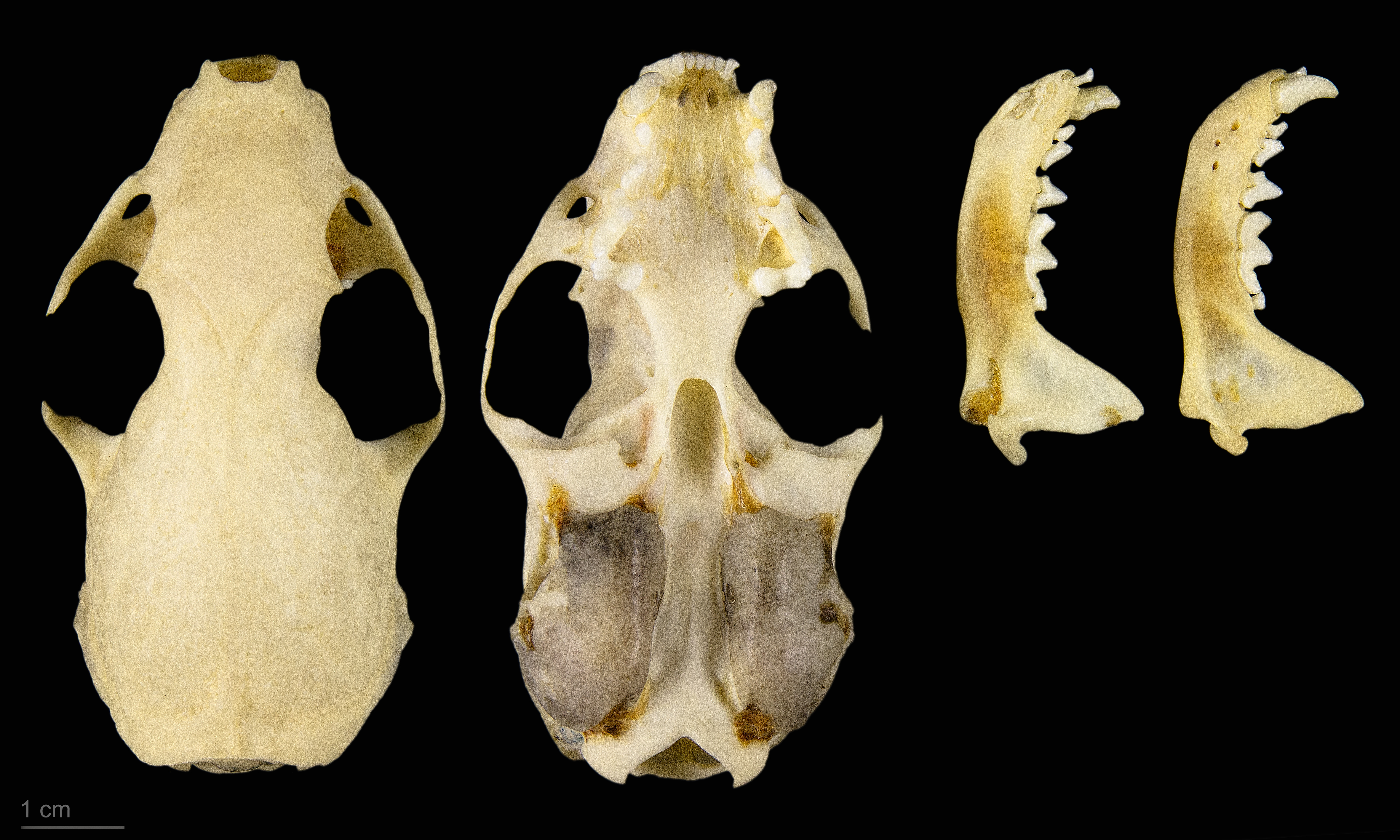
Crânio de Mustela erminea - MHNT

O arminho é semelhante à doninha-anã (Mustela nivalis) em proporções gerais, maneira de postura e movimento, embora a cauda seja relativamente mais longa, sempre excedendo um terço do comprimento do corpo, embora seja mais curta que a do furão. O arminho tem pescoço alongado, a cabeça sendo colocada excepcionalmente à frente dos ombros. O tronco é quase cilíndrico e não se projeta no abdome. A maior circunferência do corpo é pouco mais da metade do seu comprimento. O crânio, embora muito semelhante ao da doninha-anã, é relativamente mais longo, com caixa craniana mais estreita. As projeções do crânio e dos dentes são pouco desenvolvidas, mas mais fortes do que as da doninha-anã. Os olhos são redondos, pretos e ligeiramente salientes. Os bigodes são de cor marrom ou branca e muito longos. As orelhas são curtas, arredondadas e quase achatadas contra o crânio. As garras não são retráteis e são grandes em proporção aos dedos. Cada pé tem cinco dedos. O arminho macho tem báculo curvo com botão proximal que aumenta de peso à medida que envelhece. A gordura é depositada principalmente ao longo da coluna e nos rins, depois nos mesentérios do intestino, sob os membros e ao redor dos ombros. O arminho tem quatro pares de mamilos, embora sejam visíveis apenas nas fêmeas.
As dimensões do arminho são variáveis, mas não tão significativamente quanto as da doninha-anãs. Incomum entre os carnívoros, o tamanho dos arminhos tende a diminuir proporcionalmente com a latitude, contrariando a regra de Bergmann. O dimorfismo sexual em tamanho é pronunciado, sendo os machos aproximadamente 25% maiores que as fêmeas e 1,5-2,0 vezes seu peso. Em média, os machos medem 187–325 milímetros (7,4–12,8 polegadas) de comprimento do corpo, enquanto as fêmeas medem 170–270 milímetros (6,7–10,6 polegadas). A cauda mede 75–120 milímetros (3,0–4,7 polegadas) nos machos e 65–106 milímetros (2,6–4,2 polegadas) nas fêmeas. Nos machos, a pata traseira mede 40,0–48,2 milímetros (1,57–1,90 polegadas), enquanto nas fêmeas é 37,0–47,6 milímetros (1,46–1,87 polegadas). A altura da orelha mede 18,0–23,2 milímetros (0,71–0,91 polegadas) em homens e 14,0–23,3 milímetros (0,55–0,92 polegadas). Os crânios dos machos medem 39,3–52,2 milímetros (1,55–2,06 polegadas) de comprimento, enquanto os das fêmeas medem 35,7–45,8 milímetros (1,41–1,80 polegadas). Os machos pesam em média 258 gramas (9,1 onças), enquanto as fêmeas pesam menos de 180 gramas (6,3 onças).
O arminho tem grandes glândulas odoríferas anais medindo 8,5 × 5 milímetros (0,33 × 0,20 polegada) nos machos e menores nas fêmeas. Glândulas odoríferas também estão presentes nas bochechas, barriga e flancos. As secreções epidérmicas, que são depositadas durante a fricção do corpo, são quimicamente distintas dos produtos das glândulas odoríferas anais, que contêm proporção maior de produtos químicos voláteis. Quando atacado ou agressivo, o arminho secreta o conteúdo de suas glândulas anais, dando origem a um forte odor almiscarado produzido por vários compostos sulfúricos. O odor é distinto daquele da doninha-anã.

### Pelagem

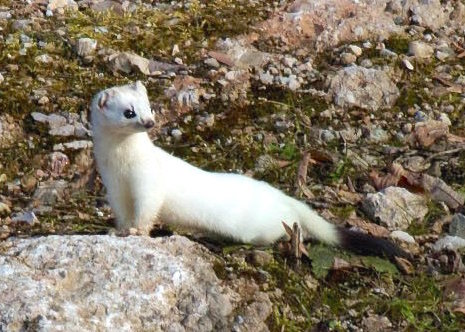
Espécime com pelagem de inverno

A pelagem de inverno é muito densa e sedosa, mas bem próxima e curta, enquanto a pelagem de verão é mais áspera, curta e esparsa. No verão, a pelagem é marrom-areia nas costas e na cabeça e branca abaixo. A divisão entre o dorso escuro e a barriga clara geralmente é reta, embora essa característica esteja presente apenas em 13,5% dos arminhos irlandeses. O arminho muda duas vezes por ano. Na primavera, a muda é lenta, começando da testa, passando pelas costas, em direção à barriga. No outono, a muda é mais rápida, progredindo no sentido inverso. A muda, iniciada pelo fotoperíodo, começa mais cedo no outono e mais tarde na primavera em latitudes mais altas. Na faixa norte do arminho, adota pelagem completamente branca (exceto pela ponta da cauda preta) durante o período de inverno. As diferenças nos casacos de inverno e verão são menos aparentes nas formas do sul da espécie. Na faixa sul da espécie, a pelagem permanece marrom, mas é mais densa e às vezes mais pálida do que no verão.

## Comportamento

### Reprodução e desenvolvimento

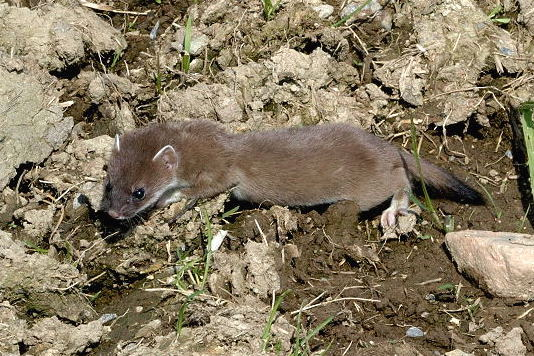
Filhote de arminho

No Hemisfério Norte, o acasalamento ocorre no período de abril a julho. Na primavera, os testículos do macho são aumentados, um processo acompanhado pelo aumento da concentração de testosterona no plasma. A espermatogênese ocorre em dezembro, e os machos são férteis de maio a agosto, após o que os testículos regridem. Os arminhos geralmente ficam no cio apenas por um breve período, que é desencadeado por mudanças na duração do dia. A cópula pode durar até uma hora. Arminhos não são monogâmicos, com ninhadas muitas vezes sendo de paternidade mista. Os arminhos sofrem diapausa embrionária, o que significa que o embrião não se implanta imediatamente no útero após a fertilização, mas fica dormente por um período de nove a dez meses. O período de gestação é, portanto, variável, mas normalmente em torno de 300 dias, e após o acasalamento no verão, a prole não nascerá até a primavera seguinte – arminhos fêmeas adultas passam quase toda a vida grávidas ou no cio. As fêmeas podem reabsorver embriões e, no caso de um inverno rigoroso, podem reabsorver toda a ninhada. Os machos não participam da criação dos filhotes, que nascem cegos, surdos, desdentados e cobertos de fina penugem branca ou rosada. Os dentes de leite erupcionam após três semanas e os alimentos sólidos são ingeridos após quatro semanas. Os olhos abrem após cinco a seis semanas, com a ponta da cauda preta aparecendo uma semana depois. A lactação termina após 12 semanas. Antes da idade de cinco a sete semanas, os filhotes têm termorregulação ruim, então se aconchegam para se aquecer quando a mãe está ausente. Os machos tornam-se sexualmente maduros aos 10–11 meses, enquanto as fêmeas são sexualmente maduras com a idade de 2–3 semanas enquanto ainda são cegas, surdas e sem pelos, e geralmente são acasaladas com machos adultos antes de serem desmamadas.

### Comportamento territorial e de abrigo

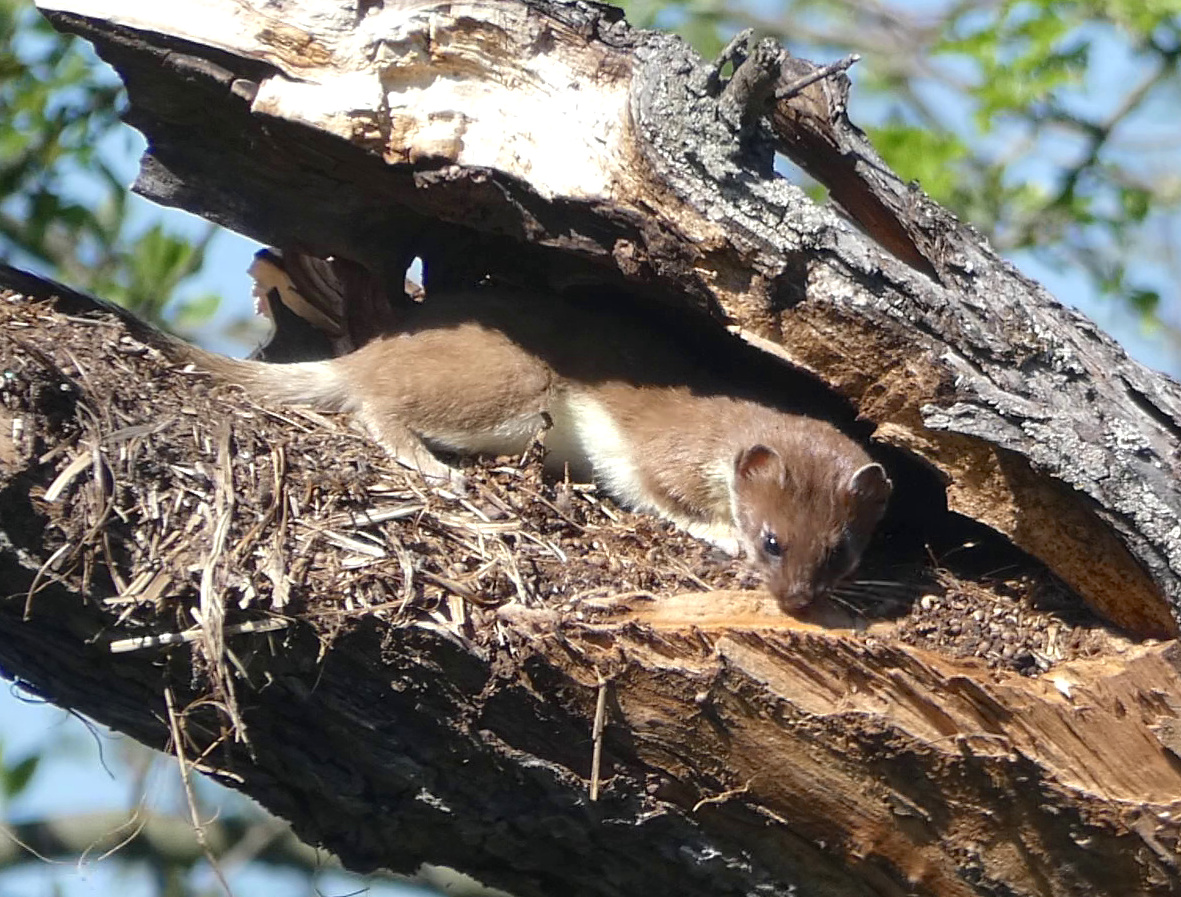
Espécime abrigado numa árvore oca

A territorialidade do arminho tem padrão de espaçamento geralmente mustelídeo, com territórios masculinos abrangendo territórios femininos menores, que defendem de outros machos. O tamanho do território e o comportamento variado de seus ocupantes variam sazonalmente, dependendo da abundância de alimentos e companheiros. Durante a época de reprodução, os alcances das fêmeas permanecem inalterados, enquanto os machos se tornam vagabundos, desgarrados ou transitórios. Os machos mais velhos dominantes têm territórios 50 vezes maiores do que dos machos mais jovens e socialmente inferiores. Ambos os sexos marcam seus territórios com urina, fezes e dois tipos de marcas de cheiro; arrastos anais destinam-se a transmitir ocupação territorial, e esfregar o corpo está associado a encontros agonísticos.
O arminho não cava suas próprias tocas, em vez disso, usa tocas e câmaras dos ninhos dos roedores que mata. As peles e o subpelo de presas de roedores são usados para forrar a câmara do ninho. A câmara do ninho às vezes está localizada em locais aparentemente inadequados, como entre toras empilhadas contra as paredes das casas. O arminho também habita tocos velhos e apodrecidos, sob as raízes das árvores, em montes de mato, palheiros, em montículos de pântanos, nas fendas de edifícios de barro vazios, em pilhas de rochas, fendas de rochas e até em ninhos de pegas. Machos e fêmeas normalmente vivem separados, mas próximos uns dos outros. Cada arminho tem várias tocas dispersas dentro de seu alcance. Uma única toca tem várias galerias, principalmente dentro de 30 centímetros (12 polegadas) da superfície.

### Dieta
Tal como acontece com as doninhas-anãs, os roedores semelhantes a camundongos predominam na dieta do arminho. No entanto, ao contrário da doninha-anã, que quase exclusivamente se alimenta de pequenas ratazanas, o arminho ataca regularmente espécies maiores de roedores e lagomorfos e derruba indivíduos muito maiores do que ele. Na Rússia, suas presas incluem roedores e lagomorfos, como rato-dos-lameiros (Arvicola amphibius), hamsters-comuns (Cricetus cricetus), Ochotona e outros, que domina em suas tocas. As espécies de presas de importância secundária incluem pequenos pássaros, peixes e musaranhos (soricídeos) e, mais raramente, anfíbios, lagartos e insetos. Na Grã-Bretanha, os coelhos-europeus (Oryctolagus cuniculus) são importante fonte de alimento, com a frequência com que os arminhos os atacam aumentando entre os anos 1960 e meados dos anos 1990 desde o fim da epidemia de mixomatose. Normalmente, arminhos machos atacam coelhos com mais frequência do que fêmeas, que dependem em maior medida de espécies de roedores menores. Arminhos britânicos raramente matam musaranhos, ratos, esquilos e rato-dos-lameiros, embora os ratos possam ser importante fonte de alimento localmente. Na Irlanda, musaranhos e ratos são frequentemente consumidos. Na Europa continental, rato-dos-lameiros compõem grande parte da dieta do arminho. Às vezes, lebres são capturadas, mas geralmente são espécimes jovens. Na Nova Zelândia, o arminho se alimenta principalmente de pássaros, incluindo os raros quiuí (Apteryx), caca-neozelandês (Nestor meridionalis), moúa-de-cabeça-amarela (Mohoua ochrocephala), periquito-de-coroa-amarela (Cyanoramphus auriceps) e borrelho-de-peito-vermelho (Charadrius obscurus). São conhecidos casos de arminhos atacando jovens ratos-almiscarados (Ondatra zibethicus). O arminho normalmente come cerca de 50 gramas (1,8 onças) de comida por dia, o que equivale a 25% do peso vivo do animal.

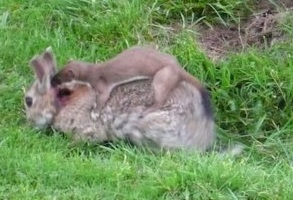
Arminho matando um coelho-europeu

O arminho é um predador oportunista que se move rapidamente e verifica todas as tocas ou fendas disponíveis em busca de comida. Por causa de seu tamanho maior, os arminhos machos são menos bem-sucedidos do que as fêmeas na perseguição de roedores em túneis. Os arminhos sobem regularmente em árvores para ter acesso aos ninhos de pássaros e são invasores comuns de poedouros, particularmente aqueles de espécies grandes. O arminho supostamente hipnotiza presas como coelhos com uma "dança" (às vezes chamada de dança de guerra da doninha), embora esse comportamento possa estar ligado a infecções por Skrjabingylus. O arminho procura imobilizar presas grandes, como coelhos, com uma mordida na coluna na parte de trás do pescoço. O arminho pode matar em excesso quando surgir a oportunidade, embora o excesso de presas geralmente seja armazenado e comido mais tarde para evitar a obesidade, já que arminhos com excesso de peso tendem a estar em desvantagem ao perseguir presas em suas tocas. Presas pequenas geralmente morrem instantaneamente duma mordida na nuca, enquanto presas maiores, como coelhos, geralmente morrem de choque, pois os dentes caninos do arminho são muito curtos para alcançar a coluna vertebral ou as artérias principais.

## Comunicação
O arminho é um animal geralmente silencioso, mas pode produzir uma gama de sons semelhantes aos da doninha. Os filhotes produzem ruído de chilrear fino. Os adultos vibram excitadamente antes do acasalamento e indicam submissão por meio de trinados silenciosos, choramingos e guinchos. Quando nervoso, o arminho silva, e vai intercalar isso com latidos agudos ou guinchos e guinchos prolongados quando agressivo. O comportamento agressivo em arminhos é categorizado nestas formas:
- Abordagem sem contato, que às vezes é acompanhada pela exibição de ameaça e vocalização do animal abordado;
- Impulso para frente, acompanhado por grito agudo, que geralmente é feito por arminhos defendendo um ninho ou local de retirada;
- Ocupação do ninho, quando um arminho se apropria do local de nidificação de um indivíduo mais fraco;
- Cleptoparasitismo, em que um arminho dominante se apropria da morte de um mais fraco, geralmente após uma briga.

Arminhos submissos expressam sua posição evitando animais de alto escalão, fugindo deles ou fazendo sons de ganido ou choro.

## Introdução na Nova Zelândia
Os arminhos foram introduzidos na Nova Zelândia durante o final do século XIX para controlar coelhos e lebres, mas agora são grande ameaça às populações de aves nativas, como o cácapo (Strigops habroptilus) e quiuí. A introdução de arminhos foi contestada por cientistas da Nova Zelândia e Grã-Bretanha, incluindo o ornitólogo neozelandês Walter Buller. Os avisos foram ignorados e arminhos começaram a ser introduzidos da Grã-Bretanha na década de 1880, resultando num declínio notável nas populações de aves em seis anos. Os arminhos são uma séria ameaça para as aves que nidificam no solo e em buracos, uma vez que estas últimas têm muito poucos meios de escapar da predação. As taxas mais altas de predação de arminhos ocorrem após excessos sazonais de nozes de faia, que permitem a reprodução de roedores dos quais os arminhos também se alimentam, permitindo que aumentem seus próprios números. Por exemplo, a população selvagem do ameaçado de extinção tacaé-do-sul caiu em um terço entre 2006 e 2007, depois que uma praga de arminho desencadeada pelas nozes em 2005-06 exterminou mais da metade dos tacaés em áreas não capturadas.

## Doenças e parasitas
A tuberculose foi registrada em arminhos que habitam a antiga União Soviética e a Nova Zelândia. Eles são amplamente resistentes à tularemia, mas têm fama de sofrer de cinomose canina em cativeiro. Sintomas de sarna também foram registrados. Os arminhos são vulneráveis a ectoparasitas associados às suas presas e aos ninhos de outros animais nos quais não se alimentam. O piolho Trichodectes erminea é registrado em arminhos que vivem no Canadá, Irlanda e Nova Zelândia. Na Europa continental, 26 espécies de pulgas são registradas infestando arminhos, incluindo Rhadinospylla pentacantha, Megabothris rectangulatus, Orchopeas howardi, Spilopsyllus ciniculus, Ctenophthalamus nobilis, Dasypsyllus gallinulae, Nosopsyllus fasciatus, Leptospylla segnis, Ceratophyllus gallinae, Parapsyllus n. nestoris, Amphipsylla kuznetzovi e Ctenopsyllus bidentatus. As espécies de carrapatos que conhecidamente infestam arminhos são Ixodes canisuga, I. hexagonus e I. ricinus e Haemaphysalis longicornis. Já as espécies de piolhos incluem Mysidea picae e Polyplax spinulosa e as de ácaros incluem Neotrombicula autumnalis, Demodex erminae, Eulaelaps stabulans, Gymnolaelaps annectans, Hypoaspis nidicorva e Listrophorus mustelae. O nematoide Skrjabingylus nasicola é particularmente ameaçador aos arminhos, pois corroi os ossos dos seios nasais e diminui a fertilidade. Outras espécies de nematoides conhecidas por infectar arminhos incluem Capillaria putorii, Molineus patens e Strongyloides martes. As espécies de céstodes conhecidas por infectar arminhos incluem Taenia tenuicollis, Mesocestoides lineatus e raramente Acanthocephala.

## Relação com os seres humanos

Dama com Arminho, de Leonardo da Vinci, abrigado no Museu Nacional de Cracóvia, na Polônia

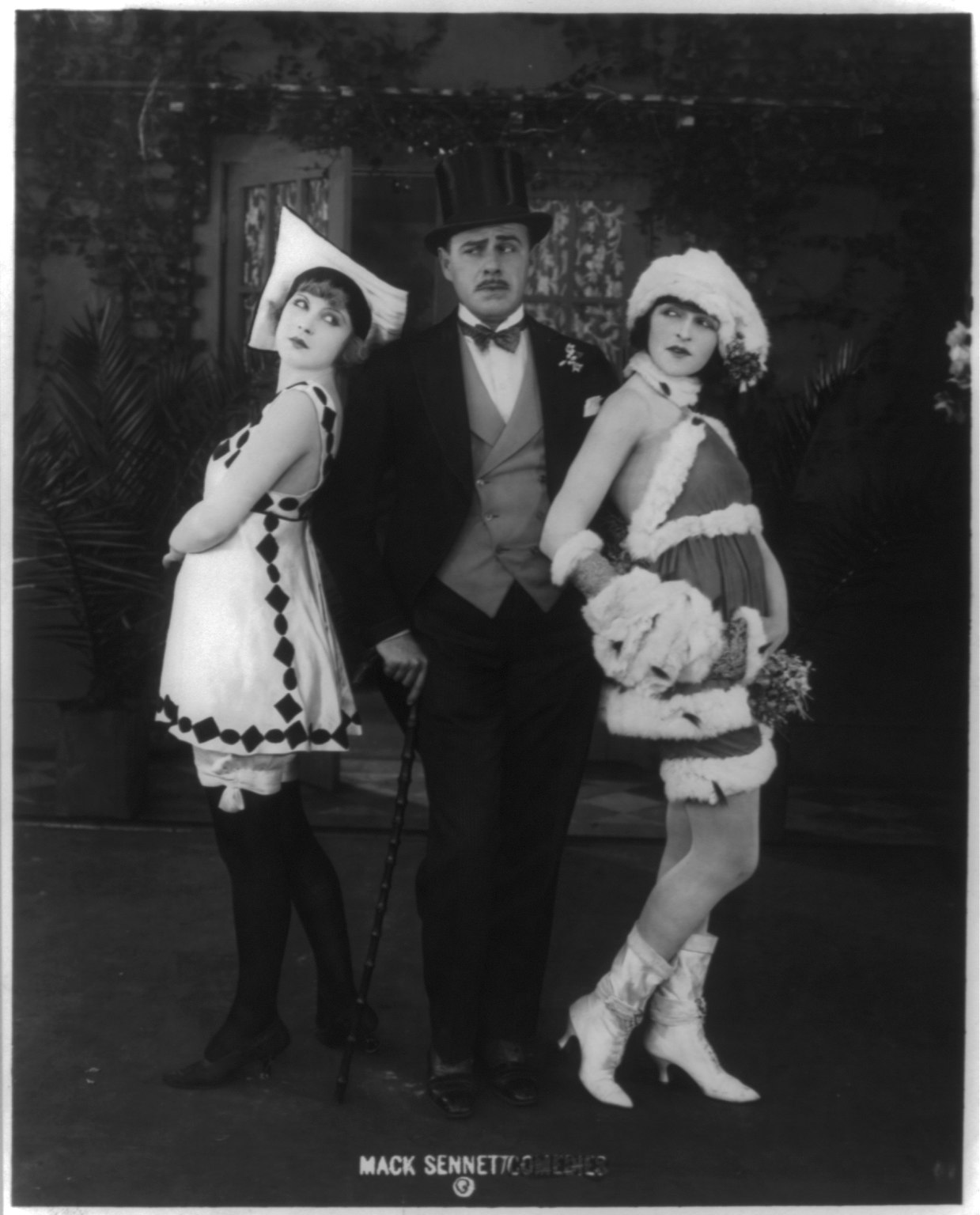
Atriz americana Alice Maison mostrada vestindo pele de arminho num filme de comédia de Mack Sennett

### Folclore e mitologia
Na mitologia irlandesa, os arminhos eram vistos antropomorficamente como animais com famílias, que realizavam rituais para seus mortos. Também eram vistos como animais nocivos propensos a ladrões, e dizia-se que sua saliva era capaz de envenenar um homem adulto. Encontrar um arminho ao sair para uma viagem era considerado má sorte, mas pode-se evitar isso saudando o arminho como vizinho. Os arminhos também deveriam guardar as almas das crianças que morreram antes do batismo. No folclore dos cómis dos Urais, os arminhos simbolizam belas e cobiçadas mulheres jovens. Na religião zoroastrista, o arminho é considerado animal sagrado, pois sua pelagem branca de inverno representava pureza. Da mesma forma, Maria Madalena foi retratada vestindo pele de arminho branca como sinal de seu caráter reformado. Uma lenda popular europeia dizia que o arminho branco morreria antes de permitir que sua pelagem branca pura fosse manchada. Quando estava sendo perseguido por caçadores, supostamente se virava e se entregava aos caçadores em vez de arriscar se sujar. A antiga nação (agora província) da Bretanha na França usa um padrão estilizado de pele de arminho na formação do brasão e da bandeira.

### Uso da pele
As peles de arminho são valorizadas pelo comércio de peles, especialmente em casacos de inverno, e usadas para aparar casacos e estolas. A pele do casaco de inverno é conhecida como arminho e é o símbolo tradicional antigo do Ducado da Bretanha, formando a bandeira mais antiga daquela nação. Há também um design chamado arminho inspirado no casaco de inverno do arminho e pintado em outras peles, como coelho. Na Europa, essas peles são símbolo de realeza e posição elevada. As vestes cerimoniais dos membros da Câmara dos Lordes do Reino Unido e os capuzes acadêmicos das universidades de Oxônia e Cambrígia são tradicionalmente enfeitados com arminho. Na prática, o coelho ou peles falsas agora são frequentemente usados devido a preocupações com despesas ou direitos dos animais. Os prelados da Igreja Católica ainda usam roupas eclesiásticas com arminho (um sinal de sua posição igual à nobreza). Cecilia Gallerani é retratada segurando um arminho em seu retrato, Dama com Arminho, de Leonardo da Vinci. O Emblema 75 de Henry Peacham, que retrata um arminho sendo perseguido por um caçador e dois cães de caça, é intitulado Cui candor morte redemptus ("Pureza comprada com sua própria morte"). Peacham continua pregando que homens e mulheres devem seguir o exemplo do arminho e manter suas mentes e consciências tão puras quanto o lendário arminho mantém sua pele.
Arminho (tanto M. erminea quanto M. richardsonii, ambos habitando o território dos tlinguites) também eram valorizados pelos tlinguites e outros povos indígenas da costa noroeste do Pacífico. Podem ser anexados a trajes tradicionais e chapéus de casca de cedro como símbolos de status, ou também foram transformados em camisas. O arminho era item fundamental no comércio de peles da União Soviética, com nada menos da metade da captura global proveniente de suas fronteiras. A União Soviética também continha os mais altos graus de peles de arminho, com as melhores peles norte-americanas sendo comparáveis apenas ao 9.º ano nos critérios de qualidade dos antigos padrões soviéticos de arminho. A colheita de arminhos nunca se tornou especialidade em nenhuma república soviética, com a maioria dos arminhos sendo capturados acidentalmente em armadilhas ou perto de aldeias. Os arminhos na União Soviética foram capturados com cães ou com armadilhas de caixa ou armadilhas de mandíbula. Armas raramente eram usadas, pois podiam danificar a pele.